# Біметричні теорії гравітації

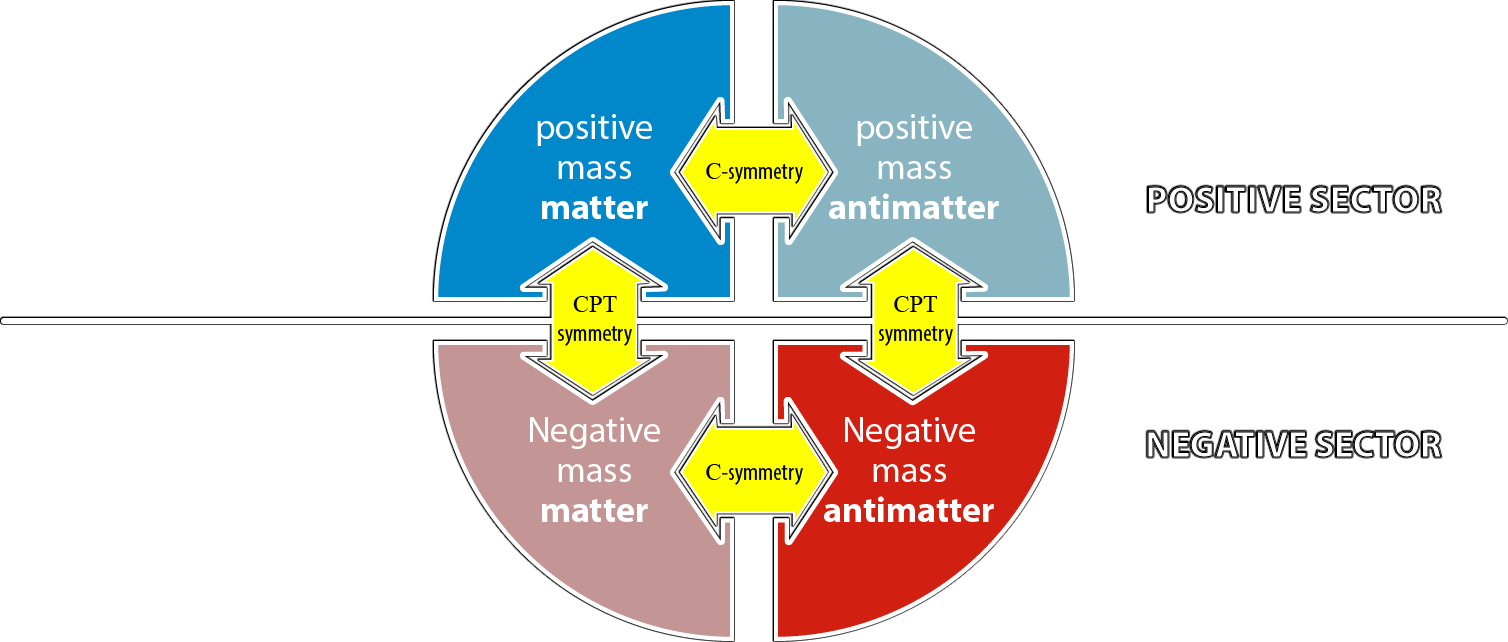
Двовимірні моделі розширюють загальну теорію відносності, щоб точно пояснити природу темної матерії та темної енергії

Біметричні теорії гравітації — альтернативні теорії гравітації, в яких замість одного метричного тензора використовують два або більше. Часто друга метрика вводиться лише за високих енергій, із припущенням, що швидкість світла може залежати від енергії. Найвідомішими прикладами біметричних теорій є теорія Розена та релятивістська теорія гравітації (остання — в канонічному трактуванні).

## Біметрична теорія Розена
У загальній теорії відносності передбачається, що відстань між двома точками у просторі-часі визначається метричним тензором. Для розрахунку форми метрики виходячи з розподілу енергії використовують рівняння Ейнштейна.
Натан Розен (1940) запропонував у кожній точці простору-часу ввести на додаток до ріманового метричного тензора {\displaystyle g_{ij}} евклідів метричний тензор {\displaystyle \gamma _{ij}}. Таким чином, у кожній точці простору-часу ми отримуємо дві метрики:
{\displaystyle ds^{2}=g_{ij}dx^{i}dx^{j}}
{\displaystyle d\sigma ^{2}=\gamma _{ij}dx^{i}dx^{j}}
Перший метричний тензор {\displaystyle g_{ij}} описує геометрію простору-часу і, отже, гравітаційне поле. Другий метричний тензор {\displaystyle \gamma _{ij}} стосується плоского простору-часу та описує інерційні сили. Символи Крістоффеля, сформовані з {\displaystyle g_{ij}} і {\displaystyle \gamma _{ij}}, позначимо {\displaystyle \{_{jk}^{i}\}} і {\displaystyle \Gamma _{jk}^{i}} відповідно. {\displaystyle \Delta } визначимо так, щоб
{\displaystyle \Delta _{jk}^{i}=\{_{jk}^{i}\}-\Gamma _{jk}^{i}~~~~~~~~~~~~~~(1)}
Тепер виникають два види коваріантного диференціювання: {\displaystyle g}-диференціювання, засноване на {\displaystyle g_{ij}} — позначають крапкою з комою (;), та 3-диференціювання на основі {\displaystyle \gamma _{ij}} — позначають символом / (звичайні часткові похідні позначають комою (,)). {\displaystyle R_{ij\sigma }^{\lambda }} і {\displaystyle P_{ij\sigma }^{\lambda }} будуть тензорами кривини, що розраховуються з {\displaystyle g_{ij}} і {\displaystyle \gamma _{ij}} відповідно. На основі викладеного вище підходу, тоді, коли {\displaystyle \gamma _{ij}} описує плоску просторово-часову метрику, тензор кривини {\displaystyle P_{ij\sigma }^{\lambda }} дорівнює нулю.
З (1) випливає, що хоча {\displaystyle \{_{jk}^{i}\}} і {\displaystyle \Gamma } не є тензорами, але {\displaystyle \Delta } — тензор, що має таку ж форму, як {\displaystyle \{_{jk}^{i}\}}, за винятком того, що звичайна часткова похідна замінюється 3-коваріантною похідною. Простий розрахунок приводить до
{\displaystyle R_{ijk}^{h}=-\Delta _{ij/k}^{h}+\Delta _{ik/j}^{h}+\Delta _{mj}^{h}\Delta _{ik}^{m}-\Delta _{mk}^{h}\Delta _{ij}^{m}}
Кожен член у правій стороні цього співвідношення є тензором. Видно, що від загальної теорії відносності можна перейти до нової теорії, замінивши {\displaystyle \{_{jk}^{i}\}} на {\displaystyle \Delta }, звичайне диференціювання на 3-коваріантне диференціювання, {\displaystyle {\sqrt {-g}}} на {\displaystyle {\sqrt {\frac {g}{\gamma }}}}, елемент інтегрування {\displaystyle d^{4}x} на {\displaystyle {\sqrt {-\gamma }}d^{4}x}, де {\displaystyle g=det(g_{ij})}, {\displaystyle \gamma =det(\gamma _{ij})} і {\displaystyle d^{4}x=dx^{1}dx^{2}dx^{3}dx^{4}}. Як тільки ми ввели {\displaystyle \gamma _{ij}} в теорію, то в нашому розпорядженні виявляється багато нових тензорів та скалярів. Отже, можна отримати рівняння поля, відмінні від рівнянь поля Ейнштейна.
Рівняння для геодезичної в біметричній теорії відносності (БТВ) набуває форми
{\displaystyle {\frac {d^{2}x}{ds^{2}}}+\Gamma _{jk}^{i}{\frac {dx^{j}}{ds}}{\frac {dx^{k}}{ds}}+\Delta _{jk}^{i}{\frac {dx^{j}}{ds}}{\frac {dx^{k}}{ds}}=0~~~~~~~~~~~~~~(2)}
З рівнянь (1) і (2) видно, що можна вважати, що {\displaystyle \Gamma } описує інерційне поле, оскільки {\displaystyle \Gamma } зникає внаслідок відповідного перетворення координат. Властивість же {\displaystyle \Delta } бути тензором не залежить від будь-яких систем координат, і, отже, можна вважати, що {\displaystyle \Delta } визначає постійне гравітаційне поле.
Розен (1973) знайшов біметричні теорії, які задовольняють принципу еквівалентності. 1966 року Розен показав, що запровадження плоскої просторової метрики в межах загальної теорії відносності не лише дозволяє отримати щільність енергії-імпульсу тензора гравітаційного поля, але й дозволяє отримати цей тензор із варіаційного принципу. Рівняння поля у БТВ, отримане з варіаційного принципу
{\displaystyle K_{j}^{i}=N_{j}^{i}-{\frac {1}{2}}\delta _{j}^{i}N=-8\pi \kappa T_{j}^{i}~~~~~~~~~~~~~~(3)}
де
{\displaystyle N_{j}^{i}={\frac {1}{2}}\gamma ^{\alpha \beta }(g^{hi}g_{hj/\alpha })_{/\beta }}
або
{\displaystyle N_{j}^{i}=\gamma ^{\alpha \beta }\left\{(g^{hi}g_{hj,\alpha }),\beta -(g^{hi}g_{mj}\Gamma _{h\alpha }^{m}),\beta \right\}-\gamma ^{\alpha \beta }(\Gamma _{j\alpha }^{i}),\beta +\Gamma _{\lambda \beta }^{i}[g^{h\lambda }g_{hj},\alpha -g^{h\lambda }g_{mj}\Gamma _{h\alpha }^{m}-\Gamma _{j\alpha }^{\lambda }]-\Gamma _{j\beta }^{\lambda }[g^{hi}g_{h\lambda },\alpha -g^{hi}g_{m\lambda }\Gamma _{h\alpha }^{m}-\Gamma _{\lambda \alpha }^{i}]}
{\displaystyle +\Gamma _{\alpha \beta }^{\lambda }[g^{hi}g_{hj},\lambda -g^{hi}g_{mj}\Gamma _{h\lambda }^{m}-\Gamma _{j\lambda }^{i}]}
{\displaystyle N=g^{ij}N_{ij},\kappa ={\sqrt {\frac {g}{\gamma }}},}
і {\displaystyle T_{j}^{i}} — тензор енергії-імпульсу. Варіаційний принцип приводить також до зв'язку
{\displaystyle T_{j;i}^{i}=0.}
Тому з (3)
{\displaystyle K_{j;i}^{i}=0,}
що має на увазі, що пробна частинка в гравітаційному полі рухається геодезичною відносно {\displaystyle g_{ij}}. Фізичні наслідки такої теорії, втім, не відрізняються від загальної теорії відносності.
За іншого вибору початкових рівнянь біметричні теорії та ЗТВ відрізняються в таких випадках:
- Поширення електромагнітних хвиль.
- Зовнішнє поле зір високої густини.
- Поширення інтенсивних гравітаційних хвиль через сильне статичне гравітаційне поле.